# Astra mod.400
Pour les articles homonymes, voir Astra.
Surnommé El Puro (Le Cigare en espagnol) à cause de sa silhouette, l'Astra mod.400 est un pistolet semi-automatique simple action développé en 1920 par l'entreprise espagnole Astra-Unceta y Cia. Le modèle 400 équipera l'armée espagnole dès 1921 (remplacé en 1946 par le Star Modèle B) et sera vendu à l'exportation, principalement vers l'Amérique du Sud, marché traditionnel des armes ibériques, mais aussi à l'Allemagne. Il en est rapidement dérivé un modèle « civil » : l'Astra mod.300. Pendant la Guerre d'Espagne, les troupes républicaines utilisèrent deux copies, marquées RE. La production du mod.400 cesse en 1946 après cent mille exemplaires produits.
L'Astra mod.400 est surtout connu dans le monde des armes pour sa capacité à utiliser indifféremment des munitions différentes. L'utilisation du 9 mm court peut parfois causer l'enrayage de l'arme. Ceci lui a valu en France son surnom de "mange-tout" parmi les Résistants qui l'utilisèrent durant la Seconde Guerre mondiale (armes provenant des saisies sur les réfugiés espagnols).
L'armée allemande connaîtra quelques déboires avec sa version du modèle 400 chambrée en 9 mm Largo (6 000 pistolets dont 1 terminera sa carrière au sein de la Préfecture de Police de Paris après la Libération) et demandera une version spécifique pour la 9 mm Parabellum qu'elle employait et qui débouchera sur l'Astra mod.600.

## Production et  destination
Fabriqué à 106 175 exemplaires de 1921 à 1946, ce robuste pistolet fut fourni à :
- République Espagnole 35 000 unités environ
  - Guardia Civil 10 300 unités environ
  - Agent des douanes1 400 unités environ
  - Corps de sécurité 227 unités
  - Marine 1 650 unités
- Chili, pour sa Marine 842 unités exportés
- Gouvernement Basque 14 800 unités
- Troupe Nationaliste 825 unités (destination inconnue)
- Armée Nationaliste (Franco) 27 125 unités
- Allemagne 6 000 unités exportés

## Pistolet Astra 400: Une  vie mouvementée de "El Puro"

### Origine
Le pistolet Astra 400 est l'une des armes les plus emblématiques de l'histoire de l'Espagne. Son rôle dans la guerre civile, où il a servi fidèlement les républicains et les nationalistes. Il a donné une place méritée sur l'autel des armes. Et est de son nom "Puro" (en français "Pur") une légende vivante de la vie réelle de ce XXe siècle si tourmenté.
Les origines du pistolet Astra 400 se situent au début du XXe siècle. Au début des années 1900, Don Venancio López de Ceballos Aguirre et le comte de Campo-Giro ont  travaillé sans relâche à la conception d'une nouvelle arme de poing pour équiper l'armée espagnole. Le résultat de ce travail intense aboutit dans les années 1910 : le Campo-Giro, un  pistolet semi-automatique, une arme qui trois ans plus tard a été adopté officiellement par les forces armées espagnoles. Ainsi, le M1913 pistolet Campo-Giro-1916 semble être le précédent le plus immédiat de l'Astra 400, une arme qui devra attendre l’année 1920 pour aboutir à sa conception finale.

### Le pistolet dessiné par le comte de Campo-Giro
La sortie du Campo-Giro tomba entre les mains de la société et Unceta Hope, une entreprise basque fondée en 1908 par deux autres aristocrate espagnols, Don Juan Pedro de Unceta et Don Juan de Esperanza. Ainsi, trois aristocrates devinrent les créateurs de l'une des armes les plus importantes et emblématiques de l'histoire d’Espagne. Cependant, le comte de Campo-Giro ne put guère profiter de la réussite de son modèle, car il mourut en 1915, et ces espoirs sur les droits de production Unceta de l'arme furent caducs.
Une arme qui a été caractérisée en utilisant les puissantes  munitions 9 mm Largo, une munition qui a été adoptée par le célèbre Bergmann M1903 et M1910. En effet, sur ces deux modèles, Unceta Hope a décidé de repenser le Campo-Giro pour s'adapter à l'évolution des besoins de l'époque. 
Ainsi naquit l'Astra 400, un système d'arme caractérisé par l'utilisation de l'inertie (Blowback), tirant des munitions de 9 mm Largo et une culasse dont l’architecture ressemblait à une forme de cigare cylindrique. Cette dernière caractéristique a conduit au fil des ans à nommer l'Astra 400 « El Puro », en français « Le Pur » (nom donné en espagnol à un cigare provenant d'une seule origine de tabac).
Les Astra 400 Unceta ont été conçus dans le secret espoir de gagner le concours officiel de l'armée espagnole en 1921, pour équiper les troupes militaires. 
La qualité d'exécution, la fiabilité, la précision, impressionnera la commission militaire qui l’adoptera comme l'Astra 400Mia Wasikowska M1921. Depuis lors et jusqu'en 1946 (année terminant sa sortie officielle) ont été produites plus de 105 000 unités de cette arme emblématique. 
Au cours de ces 25 années de service, l'Astra M1921 a pris part dans des guerres majeures de l'époque, soulignant en particulier son rôle dans la guerre civile espagnole. Dans cette lutte, l'Astra a servi les deux parties, nationaux et républicains avec la même fidélité. Plus précisément, 25 000 unités estimées de l'Astra 400 ont été placées dans les mains du côté républicain, tandis que 20 000 autres sont allées aider l'équipe nationale.

### Astra 400 RE faite à Valencia
La présence de "El Puro" dans la guerre civile s'étend plus loin avec l'émergence de deux versions majeures qui sortaient dans le giron républicain. C'est le type RE (République Espagnole), fabriqué à Valence, et le modèle Francisco Ascaso, produit à Terrassa (Barcelone) et a servi à équiper les anarchistes catalans. Ces armes sont presque identiques au modèle original, car les seules différences  étaient dans les rayures du canon. En ce sens, l'arme a une rayure RE de un tour en 26 cm, le Catalan 31 cm et 24 cm Astra originale 400. On estime que pendant les années de conflit républicains de Valence ont été en mesure de produire environ 15 000 Astra modèle RE, un chiffre qui est réduit à environ 8 000 unités dans le cas catalan, pour l’Ascaso.
Après la fin de la guerre civile en 1939, nombre de ces unités ont été exportées, en soulignant le cas allemand. 
Après la fin des hostilités sur le sol espagnol, le régime franquiste était redevable aux forces de l’Axe, avec le IIIe Reich un contrat nommé « Programa Bar de 1941 » lia le gouvernement nationaliste aux forces de l'Allemagne nazie, pour l’effort de guerre et services rendus par la Légion Condor.
Environ  unités de l'Astra 400 équiperont les troupes allemandes face à l'ouverture imminente de la Seconde Guerre mondiale. Toutefois, ce ne serait pas la seule commande que les Allemands auraient faites à l'Espagne de Franco. À cet égard, l’Allemagne en 1943, Hitler a été contraint pour faire face à l'escalade militaire, de recourir de nouveau à commander des armes. Ainsi, dans cette livraison d'armes nouvelles, les Allemands prirent un second lot d'Astra 400, et environ 10 500 Astra 600 et plus de 8 500 Astra 300. Ces nouvelles armes ont été conçues par Unceta y Cia. (nouveau nom du vieil Esperanza y Unceta) durant les premières années d'après-guerre.

### L'Astra 300 est plus petit que le 400
L'Astra 600 est une arme similaire au modèle 400 avec deux réserves importantes. Tout d'abord, son canon est plus court de 16 mm que le M1921, et deuxièmement la cartouche est du 9 mm Parabellum au lieu du traditionnel 9 mm Largo. Pour sa part, l'Astra 300 est une version de poche du 400, chambré dans les munitions 32 et .380 ACP. Après la fin de la Seconde Guerre mondiale et une fois que le désarmement de l’Allemagne fut officiel, l'Allemagne a été contrainte de vendre de nombreux exemplaires de l'Astra 600 au Portugal. Ces armes ont la particularité d’avoir le canon gravé de trois lettres  MRP (Marine de la République du Portugal). 
Le reste des Astra 600 a été distribué au département de police, qui les ont utilisés  pendant les premières années d'après-guerre sous le nom de Pistole P3. 
Toutefois, l'Allemagne et le Portugal n'ont pas été les seuls pays  au cours de la seconde moitié du XXe siècle à posséder l'Astra 600 comme arme réglementaire : il y a aussi le Chili où il deviendra le pistolet officiel de la Marine chilienne.
Le pistolet Astra 400 est caractérisé par sa fiabilité, son endurance et surtout pour sa (douteuse) polyvalence. Discutable car malgré plus de 80 ans d'histoire, il n'y a toujours pas d'accord à savoir si cette arme peut tirer tous les types de munitions 9 mm. Certains auteurs affirment que, en fait, l'Astra 400 "avale tout" : 9 mm Largo, 9 mm Parabellum, 9 mm Steyr, .380 ACP ... mais il y a aussi beaucoup d'autres qui déconseillent cette pratique.
Mais, en secret ils reconnaissent que, parfois, ils peuvent avaler tous ces calibres, Mais seulement comme une mesure d'urgence. La meilleure pratique est d’utiliser des munitions spécifiées pour l'arme en question, puisque tout autre type de cartouche peut endommager l'arme à feu et provoquer un accident grave.
En outre, l'Astra 400 a été présenté comme une arme semi-automatique, avec une sécurité manuelle et un autre à la poignée sécurité de chargeur, une fenêtre d'extraction sur le côté droit de l'arme, et un marteau parfaitement dissimulé. En raison de la longueur du canon (15 cm) et de son poids l'équilibre de l'arme est à l'aise pour tirer et elle peut obtenir de bons groupements, bien que le mécanisme d'inertie n'est généralement pas conseillé pour faire de la précision (9 mm Largo). Toutes ces caractéristiques en avaient fait en 1940 une arme réglementaire de la garde civile, coexistant depuis des années avec des modèles STAR 1920, 1921 et 1922.
En 1946, l'Astra 400 a été remplacé comme arme de poing officielle de l'Armée par le modèle Star A. Toutefois, cela ne signifie pas le déclin des  Astra, car par la suite chez Unceta y Cía sont  nés les modèles Astra Astra 3000 et 4000. Ces deux pistolets ont été une version améliorée de l'Astra 300 qui avait été si bien reçue précédemment dans l'Allemagne nazie. En outre, l'entreprise basque a également lancé plusieurs modèles expérimentaux en cartouches de calibre 7,63 mm Mannlicher, 7,65 mm (.32 ACP) et .30 Luger. Tous ces spécimens, avec une version rare avec une longueur de canon de 20,3 cm, jouissent aujourd'hui d'un grand intérêt parmi les collectionneurs du monde entier.